# Földes Péter Mihály
Földes Péter Mihály (Peter Foldes, esetenként Peter Foldès, illetve Peter Földes) (Budapest, 1924. augusztus 22. – Párizs, 1977. március 29.) magyar származású César-díjas brit animációs filmrendező, festőművész, a számítógépes animáció úttörője.

## Életrajza
Földes (Feldman) Aladár (1892–1967) tüdőgyógyász és Révész Gabriella gyermekeként született. Anyai ágon kereskedőcsaládból származik.
Rajztehetsége korán megmutatkozott, gyermekként különböző röntgen-fotólemezekre karcolt figurákat. Tizenhárom évesen díjat nyert egy európai ifjúsági rajzversenyen. Örkényi Strasser Istvánnál kezdte képzőművészeti tanulmányait. Beíratták a Mintaiskolába, de ezzel párhuzamosan tovább látogatta Örkényi szabadiskoláját és az Iparrajziskola esti tanfolyamát.
1942-ben a Magyar Képzőművészeti Főiskola festő szakos hallgatója lett, ahol három év múlva mestere, Szőnyi István tanársegédként fogadta maga mellé. Műveit az OMIKE 1942-43-as csoportos kiállításain mutatták be, nagy sikerrel. Származása és a háború miatt diplomát nem szerezhetett, 1946-ban pedig elhagyta az országot; Párizs érintésével Londonba ment, ahol letelepedett.
Tanulmányait a University of London művészettörténetre szakosodott Courtauld Institute of Art intézet hallgatójaként folytatta; ezzel párhuzamosan a Slade Art School-ban festészetet és kifejezetten 19–20. századi művészettörténetet is tanult.
Ebben az időszakban képei szürrealista és absztrakt elemekkel tűzdelt posztkubista stílusjegyeket viseltek. 1948-ban a Gimpel Fils művészeti galériában szervezték első egyéni kiállítását, nagy sikerrel: a kiállított huszonnégy alkotásból húszat megvásároltak.
Időközben érdeklődése az animációs film felé fordult. Halász János (John Halas) The Magic Canvas című rajzfilmjének háttereit festette. Miután elhagyta a Halas and Batchelor stúdiót, eladott képeinek árából filmkamerát vett és hajdani egyetemi társával, majd feleségével, Joan-nal (1924) filmkészítésbe kezdett. Kísérletező kedve már ekkor megmutatkozott: különösen érdekelte a festészet és a film kölcsönhatása. Első, huszonkét perces alkotásuk, a teremtő természet és az ember által alkotott világ erejét egyetlen kozmikus vízióban ábrázoló Animated Genesis (Élő Genezis) felkeltette Korda Sándor figyelmét, akinek vezető produceri munkájával készült egy 35 mm-es változat. A rövidfilmet kijuttatták az 1952-es cannes-i filmfesztiválra, ahol elnyerte a legjobb színes technika díját. A következő esztendőben az Brit Filmakadémia is különdíjjal ismerte el. Ezt követően az alkotópáros néhány kisfilmet és reklámfilmet készített.
1955-ben készítették el utolsó közös alkotásukat A Short Vision (Rövid látomás) címmel, amely hátborzongató szürreális képeivel a saját vesztébe rohanó emberiséget figyelmezteti. Az atomháború apokaliptikus pusztítását bemutató, valójában Földes Budapest ostroma idején átélt emlékeire építő 6 perces színes animáció híven tükrözi az 1950-es évek közepén a nyugati világban felerősödött világvége hangulatot, melyet egy nukleáris háborútól való félelem okozhat, s mely az Egyesült Királyságban gyorsan az atomfegyverek leszerelésért indított kampányhoz vezetett. A rövidfilm elnyerte a Velencei Nemzetközi Filmfesztivál nagydíját. Az Amerikai Egyesült Államokban az Ed Sullivan Show-ban mutatták be főműsoridőben, miután a gyerekeket kiküldették a szobából. Sokkoló hatása így is nagy volt: állítólag ez a film váltotta ki a legnagyobb reakciót Orson Welles Világok harca című elhíresült hangjátéka óta. 
1956-ban egy hosszabb New York-i tartózkodás után Párizsban telepedett le, ahol két éven át visszavonultan festett. 1959-ben a Galerie Rive Droite-ban mutatta be kollázsokkal gazdagított festményeit. Ezt követően festészete új irányt vett: szakított „a színek és anyagok kis boszorkánykonyhájaként” értelmezett absztrakt felfogással, és csatlakozott az 1960-as évek francia modernizmusának egyik alternatív kompozíciós módszerével, az úgynevezett „elbeszélő ábrázolásnak” (figuration narrative) nevezett elvek szerint dolgozó ORA-csoporthoz. Festményeivel több egyéni és csoportos kiállításon szerepelt.
Az új kompozíciós módszer filmjeiben is megjelent. Mivel az animációt a festészet továbbfejlesztésének tartotta, kísérletezésbe kezdett, új nyelv és eszköztárt keresett. Így talált rá a számítógépes animációra, amelynek úttörője lett. Az 1960-as években Földes a Francia Rádió és Televízió Kutató Szolgálatának  is dolgozott. Több animációs filmet készített, részt vett televíziós produkciók gyártásában, s itt készült el 1972-ben egyetlen, egyedi hangvitelű, digitális trükköket alkalmazó játékfilmje, a Je, tu, elles… (Én, te, ők…) Rendszeres vendége a cannes-i filmfesztiváloknak. Alapító tagja volt az 1967-es montreali világkiállításon szerveződő Mov’Art-csoportnak.
1972-ben Kanadában telepedett le és a Kanadai Nemzeti Filmhivatal  három évvel korábban Montréalban létrehozott kísérleti komputer-animációs műtermében dolgozott. Elsőként készített lyukkártyával vezérelt animációs filmet. Gyártott saját kisfilmeket és közreműködött számos alkotás komputergrafikáinak elkészítésében. Az 1974-ben elkészült Éhség az 1974-es cannes-i filmfesztiválon a rövid film kategóriában elnyerte a zsűri díját, a következő évben a legjobb animációs film BAFTA-díját és Oscar-díjra jelölték a legjobb animációs rövidfilm kategóriában.
Földes a második világháború alatt sok megpróbáltatáson ment keresztül, aminek hatása alól sosem tudott szabadulni, robbanástól feszülő, tragikus világú alkotásaiban újra és újra felszínre törtek, s kihatottak életére is. Feleségétől elvált, gyermekük, Mathieu az anyjával maradt. Korai halála Párizsban következett be.

## Kiállítások

### Egyéni kiállítások
- 1948 : Gimpel Fils (galéria), London
- 1949 : Hanover Gallery, London
- 1953 : Hanover Gallery, London
- 1954 : National Art Gallery, Sidney
- 1959 : Galerie Rive Droite, Párizs
- 1959 : Galleria La Bussola, Torinó
- 1960 : Alexander Iolas Gallery, New York
- 1960 : International Art Gallery, Washington
- 1961 : Galerie Rive Droite, Párizs
- 1961 : Galerie Isis Clert, Párizs
- 1961 : Seattle Art Museum, Seattle (USA)
- 1962 : Galerie  J, Párizs
- 1963 : McRoberts & Tunnard Gallery, London[25]
- 1989 : Galerie Yves Gastou, Párizs[26]
- 1990-2000 : Párizs.

### Válogatott csoportos kiállítások
- 1942 : OMIKE Képzőművészeti Csoport III. (téli) tárlata
- 1943 : Nemzeti Szalon XVIII. kiállítása, Budapest
- 1943 : OMIKE Képzőművészeti Csoport IV. (tavaszi) tárlata, Budapest
- 1943 : OMIKE Képzőművészeti Csoportjának V. (őszi) tárlata, Budapest
- 1945 : Képzőművészeti Főiskola karácsonyi kiállítása, Budapest
- 1960 : Salon de Mai, Párizs
- 1962 : École de Paris, Galerie Charpentier, Párizs
- 1964 : La figuration narrative, Grand Palais, Párizs[27]
- 1964 : Mythologie quotidienne, Musée d'art moderne de la Ville de Paris
- 1965 : La figuration narrative dans l’art contemporain, Galerie Creuze, Párizs
- 1965 : Figuration narrative, Musée des arts décoratifs de Paris
- 1966 : 17e Salon de la Jeune Peinture, Musée d’art moderne de la Ville de Paris.
- 1967 : ORA-csoport, Galerie Jacqueline Ranson, Párizs
- 1967 : Bandes dessinée et Figuration narrative, Musée des arts décoratifs, Párizs
- 1996 : A Nova Figuração, Galeria Jean Boghici, Rio de Janeiro
- 2009 : MűvészetMalom, Szentendre; Helikon Kastélymúzeum, Keszthely [28]
- 2010 : Maison de la culture Notre-Dame-de-Grâce, Montréal; Saint John Arts Center, New Brunswick [29]

## Filmjei
A filmek többsége animációs rövidfilm; az eltérés zárójelben jelezve. Az egyes források a kisebb filmek, filmbetétek miatt erős eltérést mutatnak.
- 1952 : Animated genesis
- 1953 : On Closer Inspection
- 1956 : A Small World (dokumentumfilm)
- 1956 : A Short Vision
- 1964 : Un appétit d'oiseau
- 1965 : Plus vite
- 1965 : Un petit monde
- 1965 : Agression
- 1965 : Whizzzz! Whoosh! Whaaamm!
- 1965 : Un garçon plein d'avenir
- 1965-1967 : Dim Dam Dom (tévésorozat egyes jelenetei)
- 1967 : Électrorythmes
- 1967 : Bongo fuego
- 1967 : Forms
- 1967 : Petit matin
- 1967 : Éveil
- 1968 : La belle cérébrale (rövidfilm)
- 1968 : Épatozoïdes
- 1969 : Visages de femmes
- 1971 : Metadata
- 1971 : Narcissus
- 1972 : Je, tu, elles... (nagyjátékfilm)
- 1974 : Éhség (La faim/Hunger)[32]
- 1975 : Visage[33]
- 1975 : „Antenne 2”, „Stade 2” stb. adásai (technikai közreműködőként)
- 1976 : Au-delà du temps (befejezetlen)
- 1976 : Algorythme blues (befejezetlen)
- 1977 : Rêve

## Díjak és jelölések
- Oscar-díj
  - 1974 jelölés: legjobb animációs rövidfilm – Éhség (La faim/Hunger)
- César-díj
  - 1978 díj : legjobb animációs film – Rêve
- Brit Filmakadémia díja
  - 1953 díj : különdíj – Animated Genesis
  - 1975 díj : legjobb animációs film – Éhség (La faim/Hunger)
- Cannes-i Nemzetközi Filmfesztivál
  - 1952 díj : legjobb színes technika díja – Animated Genesis
  - 1968 jelölés : Arany Pálma (rövidfilm) – La belle cérébrale
  - 1974 díj : zsűri díja (rövidfilm) – Éhség (La faim/Hunger)
  - 1974 jelölés : Arany Pálma (rövidfilm) – Éhség (La faim/Hunger)
  - 1974 jelölés : Arany Pálma (rövidfilm) – Visage[33]
- Velencei Nemzetközi Filmfesztivál
  - 1955 díj – legjobb kísérleti film díja [34] – A Short Vision
- Annecy-i Nemzetközi Animációs Filmfesztivál
  - 1965 díj – zsűri különdíja – Un garçon plein d'avenir